# Deutsche Beachhandball-Meisterschaften 2017
Die Deutsche Beachhandball-Meisterschaft 2017 waren einschließlich der fünf inoffiziellen Titelkämpfe die 22. Meisterschaften im Beachhandball. Sie wurde vom Deutschen Handballbund (DHB) ausgerichtet.
Die Teilnehmer der Meisterschaft qualifizierten sich dafür über eine vorgeschaltete Reihe von Turnieren, der Deutschen Beachhandball Tour, in der je nach Erfolgen Punkte gesammelt werden konnten. Am Ende qualifizierten sich jeweils zehn Frauen- und Männermannschaften für die Spiele vom 4. bis 6. August des Jahres. Austragungsort war die Anlage BeachMitte in Berlin-Mitte. Die Mannschaften wurden auf Fünfergruppen aufgeteilt, die besten vier Platzierten jeder Gruppe qualifizierten sich für die Viertelfinals.
| Frauen Details | Berlin BeachMitte | Brüder Ismaning | 2:0 | Minga Turtles Ismaning      | Strandgeflüster Minden | 2:0 | Sandmöpse Neerstedt       |
| Männer Details | Berlin BeachMitte | SG Schurwald    | 2:1 | BHC Beach & Da Gang Münster | Nordlichter Bremen     | 2:0 | Die Otternasen Bartenbach |